# Cotton Valley
Cotton Valley és una població dels Estats Units a l'estat de Louisiana. Segons el cens del 2000 tenia 1.189 habitants.

## Demografia
Segons el cens del 2000, Cotton Valley tenia 1.189 habitants, 477 habitatges, i 313 famílies. La densitat de població era de 173,9 habitants/km².
Dels 477 habitatges en un 28,1% hi vivien nens de menys de 18 anys, en un 41,9% hi vivien parelles casades, en un 19,5% dones solteres, i en un 34,2% no eren unitats familiars. En el 31,4% dels habitatges hi vivien persones soles el 15,5% de les quals corresponia a persones de 65 anys o més que vivien soles. El nombre mitjà de persones vivint en cada habitatge era de 2,48 i el nombre mitjà de persones que vivien en cada família era de 3,1.
Per edats la població es repartia de la següent manera: un 26,7% tenia menys de 18 anys, un 11,4% entre 18 i 24, un 23,7% entre 25 i 44, un 21,8% de 45 a 60 i un 16,3% 65 anys o més.
L'edat mediana era de 38 anys. Per cada 100 dones de 18 o més anys hi havia 86,5 homes.
La renda mediana per habitatge era de 22.000 $ i la renda mediana per família de 30.515 $. Els homes tenien una renda mediana de 30.345 $ mentre que les dones 21.635 $. La renda per capita de la població era de 12.662 $. Entorn del 25,9% de les famílies i el 30,2% de la població estaven per davall del llindar de pobresa.

## Poblacions més properes
El següent diagrama mostra les poblacions més properes.